# Andriej Wołkow
Andriej Walerjewicz Wołkow (ros. Андрей Валерьевич Волков; ur. 22 maja 1986 w Czusowoju) – rosyjski narciarz dowolny, specjalizujący się w jeździe po muldach. Zajął 25. miejsce w jeździe po muldach podczas igrzysk olimpijskich w Vancouver. Na rozgrywanych cztery lata później igrzyskach w Soczi był siedemnasty. Zajął też między innymi dziewiąte miejsce w jeździe po muldach podwójnych na mistrzostwach świata w Inawashiro w 2009 roku. Najlepsze wyniki w Pucharze Świata osiągnął w sezonie 2004/2005, kiedy to zajął 50. miejsce w klasyfikacji generalnej, a w klasyfikacji jazdy po muldach był piętnasty. W 2014 roku zakończył karierę.
Andriej jest starszym bratem Siergieja Wołkowa, który jest również narciarzem dowolnym specjalizującym się w jeździe po muldach.

## Osiągnięcia

### Igrzyska olimpijskie
| Miejsce | Dzień     | Rok  | Miejscowość | Konkurencja      | Zwycięzca          |
| ------- | --------- | ---- | ----------- | ---------------- | ------------------ |
| 25.     | 14 lutego | 2010 | Vancouver   | Jazda po muldach | Alexandre Bilodeau |
| 17.     | 10 lutego | 2014 | Soczi       | Jazda po muldach | Alexandre Bilodeau |

### Mistrzostwa świata
| Miejsce | Dzień    | Rok  | Miejscowość          | Konkurencja      | Zwycięzca                 |
| ------- | -------- | ---- | -------------------- | ---------------- | ------------------------- |
| 51.     | 19 marca | 2005 | Ruka                 | Jazda po muldach | Nate Roberts              |
| 24.     | 9 marca  | 2007 | Madonna di Campiglio | Jazda po muldach | Pierre-Alexandre Rousseau |
| 30.     | 10 marca | 2007 | Madonna di Campiglio | Muldy podwójne   | Dale Begg-Smith           |
| 14.     | 7 marca  | 2009 | Inawashiro           | Jazda po muldach | Patrick Deneen            |
| 9.      | 8 marca  | 2009 | Inawashiro           | Muldy podwójne   | Alexandre Bilodeau        |
| 26.     | 6 marca  | 2013 | Voss                 | Jazda po muldach | Mikaël Kingsbury          |
| 20.     | 8 marca  | 2013 | Voss                 | Muldy podwójne   | Alexandre Bilodeau        |

### Puchar Świata

#### Miejsca w klasyfikacji generalnej
- sezon 2004/2005: 50.
- sezon 2005/2006: 107.
- sezon 2006/2007: 79.
- sezon 2007/2008: 59.
- sezon 2008/2009: 57.
- sezon 2009/2010: 93.
- sezon 2011/2012: 63.
- sezon 2012/2013: 127.

#### Miejsca na podium w zawodach
1. Deer Valley – 4 lutego 2012 (muldy podwójne) – 3. miejsce